# مسین، کبک
مسین (به فرانسوی: Messines) شهری در منطقه شهری لا وله-دو-لا-گاتینو ناحیه اوتاوه در استان کبک کانادا است. در سرشماری سال ۲۰۱۱ این شهر ۱٬۵۱۸ نفر جمعیت داشته‌است و مساحت آن ۱۰۸٫۴۶ کیلومتر مربع است.